# Stevige platschelp
De stevige platschelp (Arcopagia crassa) is een tweekleppigensoort uit de familie van de platschelpen (Tellinidae). De wetenschappelijke naam van de soort werd in 1777 voor het eerst geldig gepubliceerd door Thomas Pennant.

## Beschrijving
De enigszins ongelijk gevouwen, niet opgeblazen schelp van Arcopagia crassa kan tot 65 millimeter lang worden. De rechterklep is meer gebogen dan de linkerklep. Het is in grote lijnen ovaal tot bijna cirkelvormig. De wervels zitten iets achter het midden. De achterste en voorste dorsale randen zijn slechts licht convex. De voorste, wat langere voorste dorsale rand valt iets vlakker naar de goed afgeronde voorste rand. De wat kortere, achterste dorsale rand begint iets hoger en loopt wat steiler af naar de afgeronde achterkant. De ventrale rand is goed afgerond. Er is een kleine deuk in het achterste deel van de ventrale marge.
De lunula is een kastanjebruine of roodbruine depressie met fijne radiale groeven. Er wordt geen gebied gevormd. Het ligament is een donkerbruine band die zich achter de wervels uitstrekt op een interne richel halverwege de lengte van de achterste dorsale rand. Er zijn twee kardinale tanden in elke klep. In de linkerklep is de voorste kardinale tand gegroefd en bicuspide, de achterste is klein. In de rechterklep daarentegen is de achterste kardinale tand gegroefd en bicuspide, en de voorste kardinale tand is klein. Beide kleppen hebben ook een kleine anterieure en een kleine posterieure laterale tand. De mantel is diep ingesprongen en tongvormig. De bocht is schuin naar boven gericht naar de voorste sluitspier en strekt zich uit voorbij de middellijn. Er zijn twee sluitspieren, de voorste is iets langer.
De gebroken witte schaal is dikwandig en solide. Het oppervlak is voorzien van vrij regelmatige fijne ribben en inkepingen evenwijdig aan de rand. De jaarlijkse groeionderbrekingen zijn duidelijk zichtbaar. Ze snijden met veel fijnere radiale lijnen die alleen onder de microscoop zichtbaar zijn; als resultaat lijken de fijne ribben evenwijdig aan de rand enigszins gegolfd. De rand van de kast is glad zonder inkepingen of iets dergelijks. Het periostracum (opperhuid) is een dunne, glanzende coating van geelbruine kleur. De wervels zijn vaak oranjerood of bruinrood getint. Stralen van dezelfde kleur komen vaak uit de wervels en bereiken de rand van de schaal. De binnenkant is ook vaak oranjerood getint, vooral in het vortexgebied kan de tint zich uitstrekken tot aan de rand van de behuizing.

## Verspreiding en leefgebied
Deze soort komt voor van Noord-Noorwegen tot Senegal. Het wordt ook gevonden in de Noordzee en de westelijke Middellandse Zee. Wordt in de Nederlandse deel van de Noordzee gevonden op de Klaverbank en rondom de Texelse Stenen en boven Rottum. De stevige platschelp leeft in zandgronden, ook grove zand- en slibbodems van ongeveer 20 meter tot 150 meter waterdiepte.